# Адресное пространство (информатика)
А́дресное простра́нство (англ. address space) — совокупность всех допустимых адресов каких-либо объектов вычислительной системы — ячеек памяти, секторов диска, узлов сети и т. п., которые могут быть использованы для доступа к этим объектам при определенном режиме работы (состоянии системы).
В общем случае адрес может представляться произвольным идентификатором, но чаще используется числовое представление. Из пространств с числовым представлением адреса наиболее известно пространство оперативной памяти.
По смыслу адресное пространство представляет собой математическое конечномерное векторное пространство, но в общем случае никаких операций с адресами не определено. В линейном диапазоне адресов (например, при плоской модели памяти — во всем диапазоне, при сегментной адресации памяти — в пределах сегмента) определены операции сложения адреса с константой и вычитания адресов.
Если адрес выражается единственным числом, адресное пространство может быть как непрерывным, так и разбитым на несмежные зоны (разделы) — прикладной программы, динамических библиотек, операционной системы, устройств ввода-вывода и т. п.